# Аккошкар
Аккошка́р (каз. Аққошқар) — село у складі Аркалицької міської адміністрації Костанайської області Казахстану. Входить до складу Ашутастинського сільського округу.
Населення — 200 осіб (2021; 629 у 2009, 811 у 1999, 694 у 1989).